# فرودگاه قونیه
فرودگاه قونیه یک فرودگاه مسافری-نظامی است که از سال ۲۰۰۰ پروازهای مسافری در آن آغاز شده‌است. این فرودگاه که در زمینی به مساحت ۱۴۱۰۰۰ متر مربع ساخته شده‌است در عین حال مرکز فرماندهی منطقه سوم نیروی هوایی ترکیه است.
در سال ۲۰۱۰ بیش از نیم میلیون مسافر از طریق این فرودگاه جابجا شده‌اند.

## شرکت‌های هواپیمایی و مقصدهای پروزای
| شرکت‌های هواپیمایی | مقصدهای پروازی |
| ----------------- | --- |
| کرندون ایرلاینز   | فرودگاه اسخیپول آمستردام |
| هواپیمایی ماهان   | چارتر فصلی: فرودگاه بین‌المللی امام خمینی                                                                                    |
| هواپیمایی معراج   | چارتر فصلی: فرودگاه بین‌المللی امام خمینی                                                                                    |
| هواپیمایی پگاسوس  | فرودگاه بین‌المللی صبیحه گوکچن                                                                                               |
| هواپیمایی قشم     | چارتر فصلی: فرودگاه بین‌المللی امام خمینی                                                                                    |
| ترکیش ایرلاینز    | فرودگاه کپنهاگ، فرودگاه بین‌المللی آتاترک، فرودگاه بین‌المللی امام خمینی فصلی: فرودگاه استکهلم-آرلاندا (آغاز از ۱۹ ژوئن ۲۰۱۶) |
| سان اکسپرس        | فرودگاه عدنان مندرس |